# Wahlkreis Mailand – Sesto San Giovanni (Camera dei deputati)
Der Wahlkreis Mailand – Sesto San Giovanni war von 2017 bis 2020 ein Wahlkreis (italienisch collegio elettorale) für die Wahl der Abgeordnetenkammer.

## Wahlkreisgebiet
Der Wahlkreis umfasste einen Teil der Gemeinde Mailand, sowie die Gemeinden Bresso und Sesto San Giovanni.  

## Wahlergebnisse

### Parlamentswahl 2018
| Kandidaten               | Kandidaten               | Stimmen | %    | Listen                                      | Stimmen | %    |
| ------------------------ | ------------------------ | ------- | ---- | ------------------------------------------- | ------- | ---- |
|                          | Guido Della Freragewählt | 45.319  | 37,8 | Lega                                        | 22.909  | 19,1 |
| Forza Italia             | Guido Della Freragewählt | 45.319  | 37,8 | 16.658                                      | 13,9    |      |
| Fratelli d’Italia        | Guido Della Freragewählt | 45.319  | 37,8 | 4.389                                       | 3,7     |      |
| Noi con l’Italia – UDC   | Guido Della Freragewählt | 45.319  | 37,8 | 1.363                                       | 1,1     |      |
|                          | Sara Valmaggi            | 36.176  | 30,1 | Partito Democratico                         | 29.593  | 24,7 |
| +Europa                  | Sara Valmaggi            | 36.176  | 30,1 | 5.300                                       | 4,4     |      |
| Italia Europa Insieme    | Sara Valmaggi            | 36.176  | 30,1 | 837                                         | 0,7     |      |
| Civica Popolare          | Sara Valmaggi            | 36.176  | 30,1 | 446                                         | 0,4     |      |
|                          | Stefano Buffagni         | 28.933  | 24,1 | Movimento 5 Stelle                          | 28.933  | 24,1 |
|                          | Daniele Farina           | 5.637   | 4,7  | Liberi e Uguali                             | 5.637   | 4,7  |
|                          | Alessandra Barbanti      | 1.602   | 1,3  | Potere al Popolo!                           | 1.602   | 1,3  |
|                          | Giacinto Vito Carriero   | 1.052   | 0,9  | CasaPound Italia                            | 1.052   | 0,9  |
|                          | Maria Rosaria Agrimi     | 483     | 0,4  | Il Popolo della Famiglia                    | 483     | 0,4  |
|                          | Claudio Bellotti         | 367     | 0,3  | Per una Sinistra Rivoluzionaria (SCR – PCL) | 367     | 0,3  |
|                          | Marco Rizzo              | 316     | 0,3  | 10 Volte Meglio                             | 316     | 0,3  |
|                          | Alessia Arigò            | 120     | 0,1  | Partito Repubblicano Italiano – ALA         | 120     | 0,1  |
| Gesamt                   | Gesamt                   | 120.005 | 100  |                                             | 120.005 | 100  |
|                          |                          |         |      |                                             |         |      |
| Ungültige Stimmen        | Ungültige Stimmen        | 2.972   | 2,4  |                                             |         |      |
| Wähler                   | Wähler                   | 122.977 | 74,0 |                                             |         |      |
| Wahlberechtigte          | Wahlberechtigte          | 166.207 |      |                                             |         |      |
|                          |                          |         |      |                                             |         |      |
| Quelle: Innenministerium |                          |         |      |                                             |         |      |